# Contea di Fang
La contea di Fang (房县S, Fáng XiànP) è una contea della Cina, situata nella provincia di Hubei e amministrata dalla prefettura di Shiyan.